# 古賀了
古賀 了（こが さとる、1904年（明治37年）8月8日 - 1997年（平成9年）5月5日）は、昭和期の農業指導者、政治家。衆議院議員、佐賀県佐賀郡久保田町長、久保田町名誉町民。

## 経歴
佐賀県 佐賀郡久保田村久富（久保田町久富を経て現佐賀市久保田町久富）で、古賀銀三郎、トクの長男として生まれる。1917年（大正6年）久保田村立新田尋常小学校卒業。1921年（大正10年）佐賀県立佐賀中学校（現佐賀県立佐賀西高等学校）4年を修了し、佐賀高等学校に入学。1924（大正13年）同校を卒業し、東京帝国大学経済学部に入学。1928年（昭和3年）同大経済学部を卒業。
卒業後、久留米歩兵第48連隊に入隊し、1929年（昭和4年）に除隊して農業に従事した。1932年（昭和7年）佐賀県立佐賀図書館（現佐賀県立図書館）に勤務し、1935年（昭和10年）佐賀信用販売利用組合連合会に転じた。1937年（昭和12年）日中戦争勃発により召集され歩兵第48連隊に入隊し、1939年（昭和14年）に召集解除となった。1940年（昭和15年）上海毎日新聞に入社し、1941年（昭和16年）丸善石油（現コスモ石油）に転じ上海支店で勤務し終戦を迎えた。
1945年（昭和20年）に帰国し農業に従事。1947年（昭和22年）久保田村農業会資産処理委員長、久保田村農業協同組合設立発起人代表に就任し、1948年（昭和23年）久保田村農協初代組合長となる。1951年（昭和26年）佐賀県経済農業協同組合連合会長に就任し、佐賀県議会議員に選出された。以後、全国購買農業協同組合連合会理事、佐賀県共済農業協同組合連合会理事、佐賀県農業協同組合中央会長、同拓殖農業協同組合連合会長、全国拓殖農業協同組合連合会理事、久保田町土地改良区理事長などを務めた。
1959年（昭和34年）既成の農政ではなく農民本位の政策実現のため佐賀県農民政治連盟を創立し会長に就任。全国に運動を広げ、1960年（昭和35年）1月に全国農政連盟が組織された。同年11月の第29回衆議院議員総選挙に佐賀県全県区から佐賀県農政連公認で出馬して当選し、衆議院議員に1期在任した。1963年（昭和38年）全国農民総連盟委員長に就任し、同年11月の第30回総選挙に立候補したが落選した。
1967年（昭和42年）久保田村が町制施行し初の久保田町長に就任し、4期16年在任した。この間、町内二農協の合併、圃場整備事業の推進、庁舎建築事業などに尽力し、1983年（昭和58年）町長を勇退した。

## 伝記
- 古賀了伝刊行会編『吾等の前途に希望あり：古賀了伝』古賀了伝刊行会、1990年。